# Paul Gallimard
Pour les articles homonymes, voir Gallimard (homonymie).
Paul Gallimard, né à Suresnes le 20 juillet 1850 et mort à Paris dans le 9e arrondissement le 9 mars 1929, est un collectionneur et bibliophile français.

## Biographie
Petit-fils de l'agent de change Sébastien André Gallimard, fils de Sébastien Gustave Gallimard et d'Henriette Chabrier, il grandit dans une famille aisée côtoyant les milieux artistiques puis étudie les beaux-arts.
Voyageant beaucoup dans sa jeunesse, il devient le secrétaire du duc de Morny.
Grand collectionneur et bibliophile, ami de Renoir, d'Eugène Carrière et de Manet, il possédait une centaine de tableaux, ainsi que des livres et estampes.
Il devient propriétaire du Théâtre des Variétés et du Théâtre de l'Ambigu-Comique.
Le 12 avril 1880, dans le 9e arrondissement de Paris, Paul Gallimard se marie avec Lucie Duché (1858-1942), petite-fille de l'éditeur-imprimeur Amédée Guyot. Il est le père de l'éditeur Gaston Gallimard. Sa maîtresse est la comédienne Amélie Diéterle (1871-1941), de vingt-et-un ans sa cadette.
Il est compromis dans l'affaire des faux Rodin et il est inculpé de contrefaçon et de complicité par le juge Bonin en 1919. Il est absent du tribunal au moment du procès pour raison de santé ; un arrangement a lieu en 1923 avec la donation d'un tableau d'Eugène Carrière à l'État français (pour plus de détails, voir : L'affaire des faux Rodin).
Il meurt le 9 mars 1929 dans son hôtel parisien au 79 rue Saint-Lazare. Son épouse, Lucie Duché, meurt au même domicile le 2 mars 1942.
| - Portrait de Madame Paul Gallimard, née Lucie Duché, par Auguste Renoir. - Photographie de la comédienne Amélie Diéterle par Léopold-Émile Reutlinger. |

## Publications
- Les Étreintes du passé
- Poèmes et Poésies (Traduction de John Keats, 1910)